# RAF Fairford
RAF Fairford (IATA: FFD, OACI: EGVA) en una base aérea de la Royal Air Force en Gloucestershire, Inglaterra. Actualmente tiene poca actividad, no es de uso diario. Su uso más destacado en los últimos años ha sido como base para los bombarderos B-52 de la Fuerza Aérea de los Estados Unidos durante la Invasión de Irak de 2003, la Operación Allied Force en 1999, y la Guerra del Golfo en 1991. 
RAF Faiford también acoge anualmente el Royal International Air Tattoo (RIAT), uno de los festivales aéreos más grandes del mundo, que por la edición de 2003 fue reconocido por Guiness como la exhibición aérea militar más grande de todos los tiempos con la participación de 535 aeronaves.